# Babyfreundliches Krankenhaus
Die WHO/UNICEF-Initiative Babyfreundliches Krankenhaus bzw. Babyfreundliches Spital (BFHI, von englisch Baby-friendly Hospital Initiative) setzt sich für verbesserte Rahmenbedingungen in Geburtskliniken ein, um die Eltern-Kind-Bindung zu schützen und das Stillen zu fördern.

## Geschichte
WHO und UNICEF haben 1991 das internationale Programm Baby-friendly Hospital Initiative (BFHI) ins Leben gerufen.

## Grundlage und Kriterien
Die Kriterien beruhen auf den internationalen Vorgaben der Weltgesundheitsorganisation (WHO) und dem Kinderhilfswerk der Vereinten Nationen UNICEF. Sie sind die inhaltliche Grundlage der Zertifizierung einer Einrichtung der Geburtshilfe und Kinderheilkunde als babyfreundlich.

## Umsetzung
Umgesetzt wird diese Initiative in inzwischen 152 Ländern. In den deutschsprachigen Ländern wird sie durch
- „Babyfreundlich“ gemäß B.E.St.-Kriterien (Deutschland),
- „Baby-friendly Hospital“ (Österreich) bzw.
- «Babyfreundliches Spital» (Schweiz) umgesetzt.

## Umsetzung in einzelnen Ländern

### Deutschland
Die Initiative wird durch das Qualitätssiegel „Babyfreundlich“ gemäß B.E.St.-Kriterien umgesetzt. Zertifizierungsstelle ist die ClarCert.

### Österreich
Die österreichische BFHI-Initiative gibt es seit 1996 und ist seit 2010 Teil des Österreichischen Netzwerkes Gesundheitsfördernder Krankenhäuser und Gesundheitseinrichtungen (ONGKG). Die ONGKG ist für die Zertifizierung der Einrichtungen zuständig.

### Schweiz
Schweizer Spitäler, die den Qualitätskriterien der «Babyfreundlichen Spital Initiative» (BFHI) von UNICEF und WHO entsprechen, verleiht UNICEF Schweiz und Liechtenstein das Qualitätslabel «Babyfreundliches Spital». Im Mai 2020 waren etwa 20 Spitäler zertifiziert.